# Пойма (зупинний пункт)
По́йма — пасажирський залізничний зупинний пункт Херсонської дирекції залізничних перевезень Одеської залізниці.
Розташований в однойменному селищі Олешківського району Херсонської області на лінії Херсон — Вадим між роз'їздом Антонівка (7 км) та станцією Олешки (1 км).